# Rudolf Sloup
Rudolf Sloup, noto anche come Rudolf Štapl o come Rudolf Sloup-Štapl (Plzeň, 19 dicembre 1897 – 7 settembre 1936), è stato un allenatore di calcio e calciatore cecoslovacco, di ruolo attaccante.

## Carriera

### Giocatore

#### Nazionale
Il 28 giugno 1922 debutta giocando contro la Jugoslavia (4-3). Il 25 maggio 1924 gioca da capitano contro la Turchia (5-2).

#### Allenatore
Nel 1920 allena l'Hajduk Spalato.

## Statistiche

### Cronologia presenze e reti in nazionale
| Cronologia completa delle presenze e delle reti in nazionale ― Cecoslovacchia | Cronologia completa delle presenze e delle reti in nazionale ― Cecoslovacchia | Cronologia completa delle presenze e delle reti in nazionale ― Cecoslovacchia | Cronologia completa delle presenze e delle reti in nazionale ― Cecoslovacchia | Cronologia completa delle presenze e delle reti in nazionale ― Cecoslovacchia | Cronologia completa delle presenze e delle reti in nazionale ― Cecoslovacchia | Cronologia completa delle presenze e delle reti in nazionale ― Cecoslovacchia | Cronologia completa delle presenze e delle reti in nazionale ― Cecoslovacchia |
| Data                                                                          | Città                                                                         | In casa                                                                       | Risultato                                                                     | Ospiti                                                                        | Competizione                                                                  | Reti                                                                          | Note                                                                          |
| ----------------------------------------------------------------------------- | ----------------------------------------------------------------------------- | ----------------------------------------------------------------------------- | ----------------------------------------------------------------------------- | ----------------------------------------------------------------------------- | ----------------------------------------------------------------------------- | ----------------------------------------------------------------------------- | ----------------------------------------------------------------------------- |
| 28-6-1922                                                                     | Zagabria                                                                      | Jugoslavia                                                                    | 4 – 3                                                                         | Cecoslovacchia                                                                | Amichevole                                                                    | -                                                                             |                                                                               |
| 13-8-1922                                                                     | Stoccolma                                                                     | Svezia                                                                        | 0 – 2                                                                         | Cecoslovacchia                                                                | Amichevole                                                                    | 1                                                                             |                                                                               |
| 6-5-1923                                                                      | Praga                                                                         | Cecoslovacchia                                                                | 2 – 0                                                                         | Danimarca                                                                     | Amichevole                                                                    | 1                                                                             |                                                                               |
| 1-7-1923                                                                      | Cluj-Napoca                                                                   | Romania                                                                       | 0 – 6                                                                         | Cecoslovacchia                                                                | Amichevole                                                                    | 2                                                                             |                                                                               |
| 28-10-1923                                                                    | Praga                                                                         | Cecoslovacchia                                                                | 4 – 4                                                                         | Jugoslavia                                                                    | Amichevole                                                                    | 2                                                                             |                                                                               |
| 25-5-1924                                                                     | Parigi                                                                        | Turchia                                                                       | 2 – 5                                                                         | Cecoslovacchia                                                                | Olimpiadi 1924 - Turno eliminatorio                                           | 1                                                                             |                                                                               |
| 28-5-1924                                                                     | Parigi                                                                        | Svizzera                                                                      | 1 – 1 dts                                                                     | Cecoslovacchia                                                                | Olimpiadi 1924 - Ottavi di finale                                             | 1                                                                             |                                                                               |
| 28-9-1924                                                                     | Zagabria                                                                      | Jugoslavia                                                                    | 0 – 2                                                                         | Cecoslovacchia                                                                | Amichevole                                                                    | -                                                                             |                                                                               |
| Totale                                                                        |                                                                               | Presenze                                                                      | 8                                                                             |                                                                               | Reti                                                                          | 8                                                                             |                                                                               |

## Palmarès

### Giocatore

#### Competizioni nazionali
- Campionato cecoslovacco: 1

Slavia Praga: 1925